# Preuseville
Preuseville är en kommun i departementet Seine-Maritime i regionen Normandie i norra Frankrike. Kommunen ligger i kantonen Londinières som tillhör arrondissementet Dieppe. År 2022 hade Preuseville 167 invånare.

## Befolkningsutveckling
Antalet invånare i kommunen Preuseville
| Referens: INSEE |